# Мали титани напред!
Мали титани напред! (енгл. Teen Titans Go!) је америчка анимирана телевизијска серија коју су развили Арон Хорват и Мајкл Јеленик чија је премијера била 23. арпила 2013. на Cartoon Network-у и заснована је на измишљеном суперхеројском тиму DC Comics-а. Серија је најављена након популарности кратке серије Нови Мали титани издавача DC Nation. Издавачке куће серије су DC Entertainment и Warner Bros. Animation, са анимацијом спољних сарадника из Канаде, Copernicus Studios и Bardel Entertainment.
Серија Мали Титани Напред! се у Србији емитује од 15. јануара на HBO Go-у и 5. новембра 2021. године на Cartoon Network-у. Синхронизацију ради студио Sinker Media и продукцију Продукција Ливада.

## Радња
Мали титани на комичан начин добијају увид у животе суперхероја. Гледаоци ће коначно имати прилику да виде како живе суперхероји тинејџери.

## Улоге
| Улога            | Оригинални глас | Српски глас         |
| Мали титани      | Мали титани     | Мали титани         |
| ---------------- | --------------- | ------------------- |
| Старфајер        | Хајнден Валх    | Марија Стокић       |
| Рејвен           | Тара Стронг     | Ђурђина Радић       |
| Робин            | Скот Менвил     | Виктор Влајић       |
| Киборг           | Хари Пејтон     | Раде Ћосић          |
| Бистбој          | Грег Сајпс      | Никола Тодоровић    |
| DC Суперјунакиње |                 |                     |
| Бетгерл          | Тара Стронг     | Ања Радовановић     |
| Супергерл        | Никол Саливан   | Ирина Арсенијевић   |
| Чудесна Жена     | Греј Грифин     | Михаела Стаменковић |
| Затана           | Кари Валгрен    | Снежана Нешковић    |
| Зелени Фењер     | Мирна Веласко   | Ивона Рамбосек      |
| Бамблби          | Кимберли Брукс  | Михаела Стаменковић |